# Miedza (polana)
Miedza – polana w Pieninach Czorsztyńskich. Należy do dawnej wsi Tylka, obecnie będącej częścią Krościenka nad Dunajcem w województwie małopolskim, w powiecie nowotarskim. Znajduje się na północnej stronie grzbietu głównego Pienin między Macelakiem i Kozią Górą i sąsiaduje z polaną Suszyna. Południowym obrzeżem polany Miedza biegnie niebieski szlak turystyczny. Pomiędzy nim a polaną znajduje się miedza porośnięta krzewami.
Polana położona jest na wysokości około 790–810 m. Rozciągają się z niej widoki na Pasmo Lubania i Beskid Sądecki. Polana znajduje się na obszarze Pienińskiego Parku Narodowego. Aby nie zarosła drzewami jest koszona.
W latach 1987–1988 na polanie Miedza znaleziono zagrożony w Polsce wyginięciem porost płaskotka rozlana Parmeliopsis ambigua i dwa rzadkie gatunki porostów: kruszynka rozgałęziona Synalissa symphorea i Rinodina dubyana. W latach 1986–1988 na polanie stwierdzono występowanie storczyka gółka długoostrogowa Gymnadenia conopsea.